# Boissy-le-Repos
Boissy-le-Repos är en kommun i departementet Marne i regionen Grand Est (tidigare regionen Champagne-Ardenne) i nordöstra Frankrike. Kommunen ligger i kantonen Montmirail som tillhör arrondissementet Épernay. År 2022 hade Boissy-le-Repos 233 invånare.

## Befolkningsutveckling
Antalet invånare i kommunen Boissy-le-Repos
| Referens: INSEE |